# Convenio (derecho concursal)
Un convenio en derecho concursal es un acuerdo adoptado, en cumplimiento con las solemnidades legales, entre el deudor o fallido en situación concursal (deudor declarado en quiebra o suspensión de pagos) por una parte, y todos sus acreedores por otra, cuyo objeto es evitar o alzar la quiebra, obligando al deudor o al fallido y a todos sus acreedores, salvo los casos exceptuados legalmente.

## Contenido
El convenio incluye dos tipos de acuerdos denominados comúnmente de "quita" y "espera".
- Son acuerdos de "quita" aquellos en los que los acreedores reducen el mentante de sus créditos con la finalidad de cobrar al menos una parte.
- Son acuerdos de "espera" aquellos en los que los acreedores aplazan el vencimiento de las deudas pendientes, con la finalidad de que el deudor tenga más tiempo para conseguir los fondos necesarios para afrontar los pagos.

## Características
- Se celebran entre el deudor o fallido y sus acreedores
- Tiene por finalidad impedir una eventual quiebra o alzarla si ya fue declarada
- Produce efectos generales respecto de los acreedores